# Xenia Kühn
Xenia Sabrina Kühn (* 1981 in Stendal), bis 2. November 2023 Xenia Sabrina Schüßler, ist eine deutsche Politikerin (CDU). Sie ist seit 2021 Abgeordnete im Landtag von Sachsen-Anhalt.

## Leben
Kühn legte ihr Abitur 1999 am Comenius-Gymnasium in Stendal ab, absolvierte von 1999 bis 2002 ein Management-Studium an der Otto-von-Guericke-Universität Magdeburg und studierte Rechtswissenschaften an der Universität Rostock. Das zweite Staatsexamen legte sie im März 2012 am Oberlandesgericht Naumburg ab. Von 2012 bis 2013 leitete sie das Personalmanagement bei der Lebenshilfe. Seit 2013 arbeitet sie als angestellte  und seit 2016 als selbstständige Rechtsanwältin, seit 2014 als Berufsbetreuerin.
Kühn ist Mutter einer Tochter. Xenia Kühn war geschieden und ist seit November 2023 wieder verheiratet.

## Politik
Kühn trat 2009 in die CDU ein. Sie ist seit 2018 Vorsitzende des Frauen-Union-Kreisverbands Stendal und seit 2021 Vorsitzende des CDU-Stadtverbands Stendal.
Bei der Landtagswahl in Sachsen-Anhalt 2021 kandidierte sie als Direktkandidatin im Landtagswahlkreis Stendal und auf Platz 34 der Landesliste der CDU. Sie gewann das Direktmandat mit 29,7 % der Erststimmen. In der 8. Wahlperiode des Landtages ist sie ordentliches Mitglied im Ausschuss für Arbeit, Soziales, Gesundheit und Gleichstellung, im Ausschuss für Recht, Verfassung und Verbraucherschutz sowie im Wahlprüfungsausschuss.
Bei der parteiinternen Nominierung zur Landtagswahl 2026 verfehlte Kühn eine erneute Kandidatur.